# Edgar Graf
Edgar Graf (* 23. Juni 1907; † 1. Mai 1966) war ein Schweizer Lehrer, Schriftsteller, Komponist und Zeichner.
Graf war Sekundarlehrer in Bümpliz, schrieb sein Jugendwerk Vers le grand retour, beschrieb in Aufsätzen das Berner Lorraine- und das Breitenrainquartier und gab mit Mark Adrian zusammen 1964 L'école du rire heraus. Er schuf Skizzenbücher und Aquarelle, in denen er Berner Quartierszenen und Reiseeindrücke darstellte. „Einige seiner Berner Zeichnungen erschienen zusammen mit seinen Aufsätzen in der Zeitglocke und später in Die Zeit.“ Bei Franz Josef Hirt lernte er Klavier und unterrichtete es danach; er komponierte das Crucis Comes-Lied. Er betrieb genealogische Forschungen (seine Familie geht auf Jean Le Comte de la Croix zurück). Tagebücher sowie Nachtnotizen, die sein „Hang zur Mystik“ zeigen, geben „Einblick in sein Leben“.